# جویا جفرسون نوری
جویا جفرسون نوری (انگلیسی: Joia Jefferson Nuri؛ زادهٔ) یک استراتژیست ارتباطی و فعال حقوق بشر از ایالات متحده آمریکا است.

## فعالیت‌ها
جویا جفرسون نوری متخصص حمایت از حقوق بشر است. او رئیس و بنیانگذار مؤسسه ارتباطات در چشم عموم و راهنما و مشاور ارشد سازمان‌های حقوق بشری است. جویا قبلاً مدیر فنی و تولیدکننده ارشد آژانس‌های خبری از جمله سی‌بی‌اس، ان‌پی‌آر و سی-سپن بوده‌است. موضوعات مورد علاقه او شامل نژادپرستی، ادراکات اقلیت‌ها، ورزش و دموکراسی‌های نوظهور در غرب آفریقا می‌باشد. امروزه او یکی از نویسندگان سیاسی برنامه‌های تلویزیونی و رادیویی است، وی نویسنده کتاب ویدئو بلاگ است که به چگونگی شکل‌دادن تصاویر فرهنگی و تاریخی در سیاست و سیاست جاری می‌پردازد. فهرست مشتری‌های او عبارتند از: هری بلافونته، ترانس‌آفریقا، بنیاد کالورت، زندگی حقیقی برای کشاورزی شهری طبیعی و اس ان وی آمریکا.
جویا در مؤسسه ارتباطات در چشم عموم، به عنوان یک استراتژیست ارتباطاتی در رویدادها برای کارزار سیاسی دو رئیس‌جمهور در سال‌های ۲۰۰۹ و ۲۰۱۳ خدمت کرد، همچنین در جمع‌آوری اعانه، برگزاری جشن‌ها، کنفرانس‌های سالانه، سمینارها و رویداده‌های خبری نیز با مؤسسه اسمیتسونین. فعالیت داشته‌است.